# تشارلز أ. كوفين
تشارلز أ. كوفين (بالإنجليزية: Charles A. Coffin)‏ هو شخصية أعمال أمريكي، ولد في 31 ديسمبر 1844، وتوفي في 14 يوليو 1926.